# ویشنیووکا (استان اشوی‌داشکسیه)
ویشنیووکا (به لهستانی: Wiśniówka) یک منطقهٔ مسکونی در لهستان است که در گمینا ماسووو واقع شده‌است. ویشنیووکا ۵۹۴ نفر جمعیت دارد.